# سمك الجنة
سمك الجنة بالإنجليزية (Paradise fish)

## مناطق تواجدها
سمك الجنة يعيش في الجداول وحقول الأرز والخنادق في جنوب شرق أسيا، ولأنها تحظى بشعبية كبيرة لدى مربى الأسماك فقد أنتشرت حول العالم ولكنها نادرة>

## الوصف
تتميز هذه السمكة بجسم ممدود قوى البنية وذيل متشعب وشكل جميل ووجود ألوان كثيرة مثل الأسود والبنى والبرتقالى الغامق. وتتنفس الهواء من سطح الماء مباشرة مثل الفايتر والجورامى لكن مربيها يفضلون وضع مضخة هواء.

## الحجم
حجم الأنثى 3 بوصات تقريباً أما الذكر يزيد عن الأنثى ببوصة أو أثنين

## الرعاية والتغذية
سمك الجنة يفضل أكل الحم (الحى) مثل الفايتر ويفضل حوض سعة 20 جالون مياه (75.7 لتر تقريباً) ولأنها سمكة قوية فتحب القفز فيجب ولذلك يفضل تغطية الحوض، وتحب أن يكون بحوضها نباتات ولها لقدرة على التكيف مع درجات الحرارة المختلفة.
تواجدها في المياه (السطح – الوسط – القاع)
تكون غالبا تكونً في السطح وتدافع عن مسكنها مثل بعض الأسماك الأخرى

## السلوك
سمكة الجنة عكس سمكة الفايتر فهى تفضل العيش وحدها وقد نجحت تربية الذكور وحدها ولكان تربية الأناث مع الذكور مصيرها الفشل ولغرض وضع ذكر مع أنثى يفضل وضعهم في حوض لحالهم ويوجد اعتقاد بأن سمكة الجنة مسالمة ولكن الحقيقة عكس الاعتقاد السائد لدى البعض.

## الفرق بين الجنسين
الذكر أجمل من الانثى في الشكل واللون مثل الفايتر والذكر زعنفته الذيلية تكون مثل الكماشة أما الأنثى ذات زعنفة ذيلية عادية